# Фома (Мосолов)
Архиепи́скоп Фома́ (в миру Николай Владимирович Мосолов; род. 30 ноября 1978, село Секретарка, Северный район, Оренбургская область) — архиерей Русской православной церкви, архиепископ Одинцовский и Красногорский. Руководитель Административного секретариата Московской Патриархии. Управляющий Западным викариатством Москвы.
Тезоименитство: 3 апреля (святителя Фомы, патриарха Константинопольского).

## Биография
Родился 30 ноября 1978 года в семье рабочих в селе Секретарка Оренбургской области, где окончил среднюю школу в 1995 году.
В 1995—1999 годах обучался в Самарской духовной семинарии и 3 апреля 1999 года в домовом храме семинарии архиепископом Самарским и Сызранским Сергием (Полеткиным) был пострижен в мантию с именем Фома в честь святителя Фомы, патриарха Константинопольского и 4 апреля рукоположён в сан иеродиакона и назначен преподавателем истории Поместных православных церквей в Самарской духовной семинарии. По окончании семинарии решением педагогического совета был рекомендован для поступления в Московскую духовную академию, куда в том же году поступил на заочное отделение.
С 1 июля 1999 года занимал должность дежурного помощника инспектора Самарской духовной семинарии; 1 октября 2001 года был переведён на должность старшего помощника проректора по воспитательной работе, а 16 января 2001 года назначен на должность эконома; 29 декабря 2002 года рукоположён в сан иеромонаха.
Указом архиепископа Самарского Сергия 16 апреля 2004 года он был назначен настоятелем храма Рождества Пресвятой Богородицы города Самары и ко дню Святой Пасхи 2004 года был возведён в сан игумена. В том же году заочно окончил Московскую духовную академию.
1 сентября 2006 года был назначен проректором Самарской духовной семинарии по финансово-хозяйственной части.
В 2010 года проходил переподготовку в Московской академии государственного и муниципального управления, по окончании которой ему была присуждена квалификация на ведение профессиональной деятельности в сфере государственного и муниципального управления, управления организациями, предприятиями различных форм собственности, управлениям персоналом.
В сентябре 2011 года назначен настоятелем строящегося храма Успения Пресвятой Богородицы города Самары с сохранением должности настоятеля храма Рождества Пресвятой Богородицы и проректора по финансово-хозяйственной части Самарской духовной семинарии.
28 июля 2012 года был назначен и.о. настоятеля Воскресенского мужского монастыря города Самары; 19 марта 2014 года решением Священного синода Русской православной церкви был назначен наместником Воскресенского мужского монастыря. Нёс послушание главы монастырского благочиния Самарской епархии.

### Архиерейство
22 октября 2015 года решением Священного синода Русской православной церкви избран епископом Жигулёвским, викарием Самарской епархии; 26 октября того же года в Самарском Иверском монастыре митрополитом Самарском и Сызранском Сергием (Полеткиным) возведён в сан архимандрита.
3 декабря 2015 года в Тронном зале храма Христа Спасителя в Москве состоялось наречение архимандрита Фомы во епископа Жигулёвского.
6 декабря 2015 года в Борисоглебском ставропигиальном монастыре в деревне Аносино Истринского района Московской области хиротонисан во епископа Жигулёвского, викария Самарской епархии. Хиротонию совершили: патриарх Московский и всея Руси Кирилл, митрополит Санкт-Петербургский и Ладожский Варсонофий (Судаков), митрополит Самарский и Сызранский Сергий (Полеткин), архиепископ Сергиево-Посадский Феогност (Гузиков), епископ Солнечногорский Сергий (Чашин), епископ Отрадненский и Похвистневский Никифор (Хотеев), епископ Кинельский и Безенчукский Софроний (Баландин).
4 мая 2017 года решением Священного синода назначен правящим архиереем новообразованной Сызранской епархии с титулом «Сызранский и Жугулёвский».
28 декабря 2017 года решением Священного Синода был утвержден в должности священноархимандрита Вознесенского мужского монастыря г. Сызрани.
30 мая 2019 года решением Священного синода определён епископом Павлово-Посадским, викарием патриарха Московского и всея Руси и назначен первым заместителем председателя финансово-хозяйственного управления Московского патриархата.
11 июня 2019 года патриархом Кириллом назначен управляющим Западным викариатством, а также куратором программы строительства православных храмов в Москве.
13 июня 2019 года патриархом Кириллом назначен настоятелем храма Спаса Преображения — Патриаршего подворья в Переделкине города Москвы.
19 июля 2019 резолюцией патриарха Кирилла назначен председателем комиссии по координации выставочной деятельности Русской Православной Церкви.
23 июля 2019 года распоряжением патриарха Кирилла назначен руководителем Административного секретариата Московской патриархии, тем же решением освобожден от должности первого заместителя председателя финансово-хозяйственного управления Московского патриархата, а также куратора программы строительства православных храмов в городе Москве.
26 июля 2019 года патриархом Кириллом назначен настоятелем храма святителя Николая Мирликийского в Хамовниках города Москвы.
30 августа 2019 года решением Священного Синода был включён в состав Высшего Церковного Совета.
22 апреля 2020 года указом Патриарха Кирилла назначен настоятелем Богоявленского собора в Елохове города Москвы.
1 мая 2020 года патриархом Кириллом освобождён от должности настоятеля храма Спаса Преображения — Патриаршего подворья в Переделкине города Москвы.
20 ноября 2020 года решением Священного Синода назначен дополнительным временным исполняющим обязанности члена Высшего общецерковного суда.
13 апреля 2021 года определён епископом Одинцовским и Красногорским, с сохранением за ним должности руководителя Административного секретариата Московской Патриархии.
2 декабря 2022 года возведен в сан архиепископа.
27 января 2023 года указом Патриарха Кирилла назначен исполняющим обязанности настоятеля храма святого апостола Иакова Зеведеева в Казённой слободе города Москвы.
1 сентября 2023 года распоряжением Патриарха Кирилла назначен управляющим Северо-Западным викариатством города Москвы. Освобождён от управления Северо-Западным викариатством 11 октября 2023 года. 11 апреля 2024 года назначен управляющим Северо-Восточным викариатством Москвы.

## Образование
- Самарская духовная семинария (1999 г.);
- Московская духовная академия (заочно) (2004 г.) ;
- Московская академия государственного и муниципального управления (2020 г.).

## Награды

### Государственные
- почетная грамота администрации г. Самары за многолетнюю просветительскую работу на благо города Самары;
- почетная грамота министерства образования и науки Самарской области;
- 2010 г. — юбилейная медаль к 65-летию Великой Отечественной войны;
- 2014 г. — диплом Самарской губернской Думы за значительный вклад в возрождение благотворительности на территории Самарской области[1].

### Церковные
- 2023 г. — орден прп. Серафима Саровского III ст.[26]